# 园睡鼠属
园睡鼠属（学名：Eliomys）啮齿目睡鼠科林睡鼠亚科下的一属，包括以下3种：
- 黑园睡鼠（Eliomys melanurus）
- 马格里布园睡鼠（Eliomys munbyanus）
- 园睡鼠（Eliomys quercinus）